# Premio Camões
Il premio Camões, istituito dal governo del Brasile e del Portogallo nel 1988, è attribuito agli autori che hanno contribuito all'accrescimento del patrimonio letterario e culturale della lingua portoghese.
Questo premio è considerato il più importante premio letterario destinato a garantire, per un autore di lingua portoghese, fama alla sua opera.
Il premio Camões è attribuito con cadenza annuale, alternatamente nel territorio di uno dei due Stati, rilasciando la decisione ad una giuria appositamente creata per l'evento. Il premio consiste in una somma di denaro risultante dai contributi dei due Stati.
Il premio Camões fu istituito inizialmente tramite il Protocollo addizionale all'Accordo culturale tra i Governi della Repubblica Portoghese e il Governo della Repubblica Federativa del Brasile, del 7 settembre del 1966; firmato dapprima in Brasile, nel 22 giugno del 1988, per essere approvato poi in Portogallo grazie al Decreto n.º 43/88 del 30 novembre.
Questo protocollo fu sostituito dal Protocollo Modificativo del Protocollo che istituì il premio Camões, celebrato tra la Repubblica Portoghese e la Repubblica Federativa del Brasile, firmato a Lisbona nel 17 aprile del 1999, approvato poi in Portogallo attraverso il Decreto 47/99 del 5 novembre.

## Vincitori
| Anno | Luogo & Data di attribuzione    | Autore premiato                                   | Paese di origine   |
| ---- | ------------------------------- | ------------------------------------------------- | ------------------ |
| 1989 | Lisbona, giugno 1989            | Miguel Torga (1907 - 1995)                        | Portogallo         |
| 1990 | Lisbona, ottobre 1990           | João Cabral de Melo Neto (1920 - 1999)            | Brasile            |
| 1991 | Rio de Janeiro, giugno 1991     | José Craveirinha (1922 - 2003)                    | Mozambico          |
| 1992 | Rio de Janeiro, settembre 1992  | Vergílio Ferreira (1916 - 1996)                   | Portogallo         |
| 1993 | Lisbona, giugno/luglio 1993     | Rachel de Queiroz (1910 - 2003)                   | Brasile            |
| 1994 | Rio de Janeiro, marzo 1995      | Jorge Amado (1912 - 2001)                         | Brasile            |
| 1995 | Lisbona, novembre 1995          | José Saramago (1922 - 2010)                       | Portogallo         |
| 1996 | Rio de Janeiro, aprile 1996     | Eduardo Lourenço (1923 - 2020)                    | Portogallo         |
| 1997 | Lisbona, aprile 1997            | Artur Carlos Maurício Pestana dos Santos (1941 -) | Angola             |
| 1998 | Lisbona, luglio 1998            | António Cândido de Mello e Sousa (1918 - 2017)    | Brasile            |
| 1999 | Salvador, giugno 1999           | Sophia de Mello Breyner (1919 - 2004)             | Portogallo         |
| 2000 | Rio de Janeiro, agosto 2000     | Autran Dourado (1926 - 2012)                      | Brasile            |
| 2001 | Lisbona, luglio 2001            | Eugénio de Andrade (1923 - 2005)                  | Portogallo         |
| 2002 | Lisbona, maggio 2002            | Maria Velho da Costa (1938 - 2020)                | Portogallo         |
| 2003 | Rio de Janeiro, maggio 2003     | Rubem Fonseca (1925 - 2020)                       | Brasile            |
| 2004 | Lisbona, maggio 2004            | Agustina Bessa-Luís (1922 - 2019)                 | Portogallo         |
| 2005 | Rio de Janeiro, maggio 2005     | Lygia Fagundes Telles (1918 - 2022)               | Brasile            |
| 2006 | Lisbona, maggio 2006            | José Luandino Vieira (1935 -) - rifiutato         | Portogallo/ Angola |
| 2007 | Lisbona, luglio 2007            | António Lobo Antunes (1942 -)                     | Portogallo         |
| 2008 | Lisbona, 26 luglio 2008         | João Ubaldo Ribeiro (1941 - 2014)                 | Brasile            |
| 2009 | Rio de Janeiro, 2 luglio 2009   | Arménio Vieira (1941 -)                           | Capo Verde         |
| 2010 | Lisbona, 31 maggio 2010         | Ferreira Gullar (1930 - 2016)                     | Brasile            |
| 2011 | Rio de Janeiro, 12 maggio 2011  | Manuel António Pina (1943 - 2012)                 | Portogallo         |
| 2012 | Lisbona, 21 maggio 2012         | Dalton Trevisan (1925 - 2024)                     | Brasile            |
| 2013 | Rio de Janeiro, 27 maggio 2013  | Mia Couto (1955 -)                                | Mozambico          |
| 2014 | Lisbona, 30 maggio 2014         | Alberto da Costa e Silva (1931 - 2023)            | Brasile            |
| 2015 | Rio de Janeiro, 17 giugno 2015  | Hélia Correia (1949 -)                            | Portogallo         |
| 2016 | Lisbona, 30 maggio 2016         | Raduan Nassar (1935 -)                            | Brasile            |
| 2017 | Rio de Janeiro, 7 giugno 2017   | Manuel Alegre (1936 -)                            | Portogallo         |
| 2018 | Lisbona, 21 maggio 2018         | Germano Almeida (1945 -)                          | Capo Verde         |
| 2019 | Rio de Janeiro, 21 maggio 2019  | Chico Buarque (1944 -)                            | Brasile            |
| 2020 | Rio de Janeiro, 27 ottobre 2020 | Vítor Manuel Aguiar e Silva (1939 - 2022)         | Portogallo         |
| 2021 | Lisbona, 20 ottobre 2021        | Paulina Chiziane (1955 -)                         | Mozambico          |
| 2022 | Rio de Janeiro, 24 ottobre 2022 | Silviano Santiago (1936 -)                        | Brasile            |
| 2023 | Lisbona, ottobre 2023           | João Barrento (1940 -)                            | Portogallo         |
| 2024 | Rio de Janeiro, giugno 2024     | Adélia Prado (1935 -)                             | Brasile            |